# Brussieu
Brussieu és un municipi francès situat al departament del Roine i a la regió d'Alvèrnia-Roine-Alps. L'any 2007 tenia 1.019 habitants.

## Demografia

### Població
El 2007 la població de fet de Brussieu era de 1.019 persones. Hi havia 380 famílies de les quals 99 eren unipersonals (53 homes vivint sols i 46 dones vivint soles), 96 parelles sense fills, 160 parelles amb fills i 25 famílies monoparentals amb fills.
La població ha evolucionat segons el següent gràfic:
Habitants censats

### Habitatges
El 2007 hi havia 437 habitatges, 383 eren l'habitatge principal de la família, 28 eren segones residències i 27 estaven desocupats. 339 eren cases i 99 eren apartaments. Dels 383 habitatges principals, 257 estaven ocupats pels seus propietaris, 121 estaven llogats i ocupats pels llogaters i 4 estaven cedits a títol gratuït; 4 tenien una cambra, 36 en tenien dues, 56 en tenien tres, 115 en tenien quatre i 172 en tenien cinc o més. 298 habitatges disposaven pel capbaix d'una plaça de pàrquing. A 149 habitatges hi havia un automòbil i a 210 n'hi havia dos o més.

### Piràmide de població
La piràmide de població per edats i sexe el 2009 era:
| Homes | Edats   | Dones |
| ----- | ------- | ----- |
| 0     | 95 o +  | 0     |
| 0     | 90 a 94 | 0     |
| 0     | 85 a 89 | 4     |
| 0     | 80 a 84 | 4     |
| 8     | 75 a 79 | 20    |
| 20    | 70 a 74 | 12    |
| 16    | 65 a 69 | 24    |
| 16    | 60 a 64 | 8     |
| 16    | 55 a 59 | 16    |
| 24    | 50 a 54 | 28    |
| 24    | 45 a 49 | 16    |
| 20    | 40 a 44 | 28    |
| 64    | 35 a 39 | 48    |
| 24    | 30 a 34 | 28    |
| 8     | 25 a 29 | 16    |
| 16    | 20 a 24 | 16    |
| 40    | 15 a 19 | 12    |
| 28    | 10 a 14 | 32    |
| 48    | 5 a 9   | 16    |
| 12    | 0 a 4   | 16    |

## Economia
El 2007 la població en edat de treballar era de 655 persones, 535 eren actives i 120 eren inactives. De les 535 persones actives 504 estaven ocupades (278 homes i 226 dones) i 30 estaven aturades (14 homes i 16 dones). De les 120 persones inactives 44 estaven jubilades, 49 estaven estudiant i 27 estaven classificades com a «altres inactius».

### Ingressos
El 2009 a Brussieu hi havia 420 unitats fiscals que integraven 1.115 persones, la mediana anual d'ingressos fiscals per persona era de 19.189 €.

### Activitats econòmiques
Dels 35 establiments que hi havia el 2007, 2 eren d'empreses alimentàries, 3 d'empreses de fabricació d'altres productes industrials, 7 d'empreses de construcció, 9 d'empreses de comerç i reparació d'automòbils, 2 d'empreses de transport, 3 d'empreses d'hostatgeria i restauració, 2 d'empreses d'informació i comunicació, 5 d'empreses de serveis, 1 d'una entitat de l'administració pública i 1 d'una empresa classificada com a «altres activitats de serveis».
Dels 11 establiments de servei als particulars que hi havia el 2009, 1 era una oficina de correu, 1 taller de reparació d'automòbils i de material agrícola, 1 paleta, 2 guixaires pintors, 1 lampisteria, 1 electricista, 1 perruqueria i 3 restaurants.
Dels 4 establiments comercials que hi havia el 2009, 2 eren botiges de menys de 120 m², 1 una fleca i 1 una carnisseria.
L'any 2000 a Brussieu hi havia 14 explotacions agrícoles que ocupaven un total de 275 hectàrees.

## Equipaments sanitaris i escolars
El 2009 hi havia una escola elemental. Brussieu disposava d'un liceu tecnològic amb 85 alumnes.

## Poblacions més properes
El següent diagrama mostra les poblacions més properes.